# Graham Harcourt
Kenneth Graham Harcourt (ur. 16 kwietnia 1934 w Swansea, zm. 6 maja 2015 tamże) – brytyjski gimnastyk, uczestnik Letnich Igrzysk Olimpijskich w 1952 w Helsinkach. Na igrzyskach olimpijskich zajął 160. miejsce w wieloboju gimnastycznym. Najlepszym wynikiem w pojedynczej konkurencji była 145. lokata w ćwiczeniach na poręczach.